# Emili Cuatrecasas i Figueras
Emilio Cuatrecasas Figueras (Barcelona, España; 12 de enero de 1954) es un abogado y empresario español. Impulsó el despacho de abogados Cuatrecasas, del que fue director y presidente ejecutivo desde 1979 hasta 2014 y donde actualmente, es el presidente de honor. También es presidente de la Fundación Cuatrecasas y presidente ejecutivo de la sociedad de inversiones Emesa Corporación Industrial. 

## Actividad Profesional
Emilio Cuatrecasas inició su carrera profesional en el Despacho Cuatrecasas en 1977. Fue nombrado director en 1979, cuando la Firma contaba con cinco abogados, y a lo largo de los siguientes 20 años convirtió el despacho personal en un partnership internacional. Ahora cuenta con 1700 profesionales que trabajan en 27 oficinas de 13 países.
Como abogado y colegiado en los colegios de Barcelona, Madrid, y Bilbao, se especializó en dirigir transacciones complejas, fusiones y adquisiciones, alianzas y asociaciones, diseño y ejecución de salidas a bolsa, reestructuraciones financieras y reorganizaciones de grupos empresariales.  
Fundó la sociedad de auditoría  Audihispana, hoy independiente e integrada en la red internacional Grant Thornton. En 1989, fundó también GesDocument, sociedad dedicada a la gestión de servicios y administración. 
Como abogado especializado en temas financieros y empresariales, Emilio Cuatrecasas ha intervenido en numerosos consejos de administración y consejos asesores:
- Consejero de Sol Meliá, Recoletos Grupo de Comunicación, Mutuavalor, Desarrollo Urbanístico Chamartín, Chupa Chups, grupo Pernod Ricard en Ambrosio Velasco, Ferrocarrils de la Generalitat de Catalunya, Velcro, Parc Tecnològic del Vallés, y Cofiber
- Miembro del consejo asesor de Credit Suisse, BBVA Catalunya, Banesto, Accenture, y Roland Berger
- Presidente consejero de Dinamia Capital Privado, SCR
- Presidente de Dicalite Española
- Vicepresidente de Mutua General de Seguros

## Actividad empresarial
En 1981, Emilio Cuatrecasas constituyó Emesa Corporación Empresarial, para concentrar sus actividades económicas. En la actualidad es presidente ejecutivo de la sociedad.
En 1982, fue nombrado Presidente de Áreas, la segunda compañía del mundo en restauración concesional en aero¬puertos, autopistas, enclaves ferroviarios y centros comerciales, con más de 10 000 empleados en Europa y América.
En el 2003, Integró Áreas en Elior, una compañía con más de 100 000 empleados y 22 700 restaurantes y puntos de venta en Francia, Italia, España, el Reino Unido y los Estados Unidos. Es el segundo accionista y miembro de su consejo de administración. 
En 1992, cofundó el grupo Metropolis, una sociedad de inversión inmobiliaria con una perspectiva a largo plazo, con José María Xercavins.
En el 2009, cofundó la Editorial Elba con Clara Pastor.
En el 2014, adquirió una participación en la cosmética antimanchas Bella Aurora.
En el 2015, junto a Luis Casanovas creó Pongo Trasteros, empresa dedicada a almacenar y gestionar objetos que no se utilizan habitualmente.
En el 2016, se convirtió en accionista de referencia en Devicare, compañía de salud digital líder en urología.
En el 2018, constituyó la cadena de restauración de comida rápida y saludable, Salad Market, con Gonzalo Tomás. También adquirió Empordà Golf Club para relanzar sus instalaciones.

## Actividades sociales y relacionadas con la Formación
- Presidente y fundador de Fundación Cuatrecasas, Asociación Barcelona Global, y Fundación Escolar St. Paul’s Fundación Saint Paul's.
- Presidente de la Asociación para el Progreso de la Dirección (APD), zona mediterránea y de la Fundación San Joaquín.
- Miembro del pleno y del consejo asesor de la Cámara Oficial de Comercio, Industria y Navegación de Barcelona.
- Miembro del consejo asesor de la patronal Fomento del Trabajo Nacional, la Confederación Empresarial de Madrid, del Barcelona Institut d'Emprenedoria (BIE) de la Universitat de Barcelona, y del Real Club de Polo de Barcelona
- Patrono de la Fundación Consejo España-Estados Unidos, la Fundación Conocimiento y Desarrollo (CYD), la Fundación SERES, la Fundación SENY, y la Fundación de Estudios Financieros.
- Miembro del consejo social de la Universitat Internacional de Catalunya (UIC).
- Fundador y patrono del Institut de Educació Continuada (IDEC) de la Universidad Pompeu Fabra .
- Miembro del consejo de acción empresarial de La Confederación Española de Organizaciones Empresariales (CEOE)
- Miembro honorífico de la Fundación Lo Que De Verdad Importa
- Vicepresidente de Barcelona Centre Financer Europeu
- Miembro invitado de la Clinton Global Foundation
- Miembro del jurado del Premio Pelayo para juristas de reconocido prestigio del Foro Puente Aéreo

Emilio Cuatrecasas también impulsó la creación del Foro Almagro, y ha participado en numerosas conferencias sobre temas jurídicos y empresariales en universidades, escuelas de negocio y asociaciones, y en actos empresariales.  